# Luftreiniger
Luftreiniger sind Geräte, die die Konzentration von Schadstoffen, Partikeln oder Gerüchen und Gasen in der Raumluft reduzieren. Dabei gibt es mehrere Methoden, wie dies technisch vor sich geht.

## Medizinische Grundlagen
Täglich atmet jeder Mensch rund 23.000-mal ein und wieder aus. Somit strömen etwa 10.000 Liter Luft durch unsere Lunge. Unbelastete, „saubere“ Luft macht  nicht nur leistungsfähiger, sondern führt auch zu weniger Krankheitsfällen. Denn reine Luft hat einen positiven Einfluss auf unsere Gesundheit und das Wohlbefinden.
Viren und andere Mikroorganismen werden über feinste luftgetragene Flüssigkeitspartikel – die Aerosole – übertragen.
Diese können auch über längere Zeit in der Luft schweben und überleben. In nicht ausreichend belüfteten Innenräumen besteht ein erhöhtes Ansteckungsrisiko. Mit großer Priorität ist daher im Hygienekonzepten das wirksame Lüften von Räumen vorgesehen, um einer erhöhten Schadstoffkonzentration entgegenzuwirken. Die kalte Jahreszeit und räumliche Gegebenheiten können eine natürliche Belüftung jedoch erschweren.
Durch den Einsatz eines Luftreinigers kann die Viren- und Schadstoffbelastung in der Raumluft – in Kombination mit einer entsprechenden Frischluftversorgung – reduziert werden.

## Definition
Als Luftreiniger werden Geräte bezeichnet, welche die Konzentration von Schadstoffen, Partikeln (z. B. Staub, Tierhaare, Pollen, Bakterien oder Viren) oder Gerüchen und Gase in der Raumluft reduzieren. Durch die Reinigung der Luft steigt die Luftqualität deutlich an. Üblicherweise finden diese Geräte bei Allergikern, Asthmatikern oder auch zur Reduzierung oder Beseitigung von Tabakrauch ihre Verwendung.
Im Wesentlichen unterscheidet man zwischen drei Arten von Luftreinigern in Bezug auf die Funktionsweise:
- Luftreiniger mit Filtersystem
- Luftwäscher mit Reinigung durch Wasser
- Ionisatoren mit elektrischer Entladung an Spitzen oder darin enthaltenen Quellen ionisierender Strahlung

## Funktionsweise: Luftreiniger mit Filtersystem
Ein Luftreiniger saugt mittels eines Ventilators die Umgebungsluft in das Innere des Gerätes. Die Luft wird durch einen oder mehrere Filter geblasen. Jeder Filter erfüllt dabei einen ganz speziellen Zweck und reinigt die Luft von bestimmten Schadstoffen. Nachher wird die Luft mit wesentlich geringerer Belastung über einen Auslass wieder in den Raum abgegeben.
Um die verschieden großen Partikel (und enthaltene Schadgase) aus der Luft herausfiltern zu können, werden unterschiedliche Filter genutzt.
- Vorfilter/Grobstaubfilter: Der erste Filter ist oftmals der sogenannte Vorfilter. Dieser besteht meist aus einem Gitter oder einem Vlies und arbeitet wie ein Sieb, welches dafür sorgt, dass grobe Verunreinigungen beseitigt werden. Der Filter ist für Partikel größer als 0,01 mm, wie zum Beispiel Hausstaub, Haare, Pollen, kleine Insekten etc. geeignet.
- EPA-/HEPA-Filter: HEPA steht für High Efficiency Particulate Air Filter und ist kein geschützter Begriff. Ein HEPA-Filter besteht aus Filterfasern, die in ihrer Beschaffenheit unterschiedlich stark sind. Durch die chaotische Anordnung der Filterfasern, kann dieser Filter selbst kleinste Partikel wie Bakterien und Viren aus der Luft filtern. Durch die Filterklassen H13 und H14 können 99,95 % bis 99,995 % aller Partikel mit den Größen zwischen 0,1 und 0,3 Mikrometern herausgefiltert werden. Ein nach DIN EN 1822 genormter HEPA-Filter muss verschiedene Bedingungen erfüllen und wird einem Prüfungsverfahren gemäß dieser Norm unterzogen. Ein nicht genormter Filter unterscheidet sich in der Wirksamkeit und Effektivität zu einem genormten Filter.
- Aktivkohlefilter: Ein Aktivkohlefilter basiert auf einem hochporösen Kohlenstoff, der Aktivkohle. Die Struktur der Aktivkohle ist funktionell vergleichbar mit einem Schwamm, bei dem die unterschiedlich großen Poren untereinander verbunden sind. Die Aktivkohle kann Gase, Dämpfe und Gerüche absorbieren.

Alle Filter sind Verbrauchsmaterialien und irgendwann erschöpft. Ein Filter muss ausgetauscht werden, bevor die Filterleistung zu stark nachlässt.
In Europa sind die Filter genormt und werden in die Filterklassen G1 bis U17 eingeordnet. Je größer die Zahl, desto höher ist das Filtervermögen kleinster Teilchen. Zur wirksamen Reduzierung von Viren werden in Luftreinigern vorwiegend die sogenannten HEPA-Filter (Filterklasse 13 bzw. 14) eingesetzt.

## Einsatzbereiche
In öffentlichen Einrichtungen und überall dort, wo sich viele Menschen befinden, sind Geräte mit einem genormten HEPA-Filter besser geeignet.
Nach den neuesten Erkenntnissen des Umweltbundesamtes zum Thema Lüften, Lüftungsanlagen und der Einsatz von mobilen Luftreinigern in Schulen gibt es klare Einsatzbereiche für mobile Luftreiniger. In nicht zu belüftenden Räumen oder Räumen mit eingeschränkter Lüftungsmöglichkeit gibt das Umweltbundesamt in der Mitteilung vom 9. Juli 2021 eine klare Empfehlung zur Aufstellung eines mobilen Luftreinigers ab.
Die Universität der Bundeswehr in München stellte fest, dass „Raumluftreiniger mit großem Volumenstrom und hochwertigen Filtern der Klasse H14 eine sehr sinnvolle technische Lösung sind, um in Schulen, Büros, Geschäften, Wartezimmern, Gemeinde- und Vereinshäusern, Aufenthalts- und Essensräumen etc. die indirekte Infektionsgefahr durch Aerosole stark zu verringern. Sie können aber auch in Gebäuden mit raumlufttechnischen Anlagen unterstützend eingesetzt werden, in denen Menschen zusammenstehen (Wartebereich) und gemeinsam arbeiten oder in denen aufgrund der Arbeitslast viel Aerosol ausgestoßen wird, etwa Fitnessstudios.“

## Luftreinigung während der SARS-CoV-2-Pandemie
Luftreiniger zur Abscheidung von SARS-CoV-2 müssen mit höherwertigen Filtern z. B. der Klasse ePM1 50 % (früher F7) oder ePM1 80 % (früher F9) oder idealerweise mit einem HEPA-Filter (H13 oder H14) ausgestattet sein.
Bei Geräten mit anderen Reinigungstechniken (z. B. UV-C-Strahlung, Ionisation, Plasmafilter) erfolgt die Reduktion der Virenkonzentration durch Inaktivierung von SARS-CoV-2. Bei deren Einsatz muss ein Nachweis über die Wirksamkeit vorliegen sowie darüber, dass sie keine gesundheitsgefährdenden Stoffe (z. B. Ozon, Stickoxide) oder gesundheitsgefährdende Strahlung abgeben. Eine Luftbehandlung mit UV-C-Strahlung kann als Ergänzung zur Filtration sinnvoll sein, wenn eine ausreichende Bestrahlungszeit gewährleistet ist.
Generell ist für eine ausreichende Frischluftzufuhr von außen zu sorgen und das Verhältnis von Raumgröße zur Leistungsfähigkeit des Luftreingers zu beachten. Bei größeren Räumen sollten mobile Luftreiniger in der Nähe der anwesenden Personen aufgestellt werden, falls die Geräuschbelastung dies zulässt.
Luftreiniger müssen fachgerecht instand gehalten und gewartet werden, insbesondere die Filter. Zusätzlich ist die Leistungsfähigkeit von Luftreinigern regelmäßig zu kontrollieren.

## Art der Geräte und Aufstellort
Es gibt viele Geräte, die aufgrund ihrer Technik, ihres Aussehens und Könnens für die unterschiedlichsten Einsatzbereiche geeignet sind.
Kriterien sind:
- Volumenstrom und maximales Raumvolumen: Aus dem Volumenstrom ergibt sich das Raumvolumen, das der Luftreiniger bewältigen kann.
- Verwendete Filtertechnik: Je nach Anforderungen an den Luftreiniger kann dieser aus vielen Filtern bestehen. Um Viren und Bakterien zu filtern, sollte im besten Falle ein nach Europäischer Norm EN 1822 klassifizierter HEPA-Filter verbaut sein.
- Geräuschpegel: Je nach Einsatzort ist der Geräuschpegel sehr wichtig und sollte nicht zu hoch sein.

Der Standort eines Luftreinigers hat einen wesentlichen Einfluss auf die Effektivität des Gerätes. Dieses sollte nicht in Raumecken oder Winkeln platziert werden. Ebenso sollte ein Mindestabstand zur Wand oder zu Möbelstücken eingehalten werden.